# Back to December
"Back to December" är en sång skriven och inspelad av den amerikanska countrypopsångerskan Taylor Swift. Sången gavs ut som den andra officiella singeln för countryradio den 15 november 2010, från hennes tredje studioalbum Speak Now. Det är det tolfte officiella singelsläppet under Swifts karriär.

## Bakgrund och utgivning
Enligt Swift är det i "Back to December" som hon för första gången ber om ursäkt till någon i en låt. Hon har tidigare förklarat, "Jag har aldrig känt behovet att be om ursäkt i en sång förr. Men under de två senaste åren så har jag blivit väldigt erfaren, inkluderande en massa olika lärda läxor. Och ibland lär du dig en läxa för sent och vid det ögonblicket behöver du be om ursäkt eftersom du var så vårdslös." Baserat på texten har kritiker spekulerat att sången är Swifts ursäkt till sin ex-pojkvän, Twilight-skådespelaren Taylor Lautner. Dock har varken Swift eller Lautner bekräftat eller nekat dessa rykten. 
"Back to December" släpptes först som en PR-singel från Speak Now den 12 oktober 2010 i samband med en exklusiv kampanj av iTunes Store fram till albumets utgivning. Den 15 november 2010 släpptes låten officiellt som albumets andra singel.

## Komposition
"Back to December" är en countrypopsång med en längd på fyra minuter och femtiofem sekunder. Bill Lamb från About.com kommenterade att "'Back to December' musikaliskt sett har lite mer rockkänsla än de tidigare låtarna". Stephen M. Deusner från The 1953 kallade sången "en elegant ballad full av svällande orkester, högtidliga gitarrer och inlaga texter". 
Sångens berättelse är i första person och skildrar Swift som ber om ursäkt till en ung man, vars hjärta hon krossat. Texten handlar om någon som varit otrolig och perfekt mot henne i ett förhållande. Dock var hon väldigt vårdslös mot honom, därmed uppbrottet. Således är sångtexten de ord som hon skulle sagt till honom som han förtjänar att höra.
Leah Greenblatt från Entertainment Weekly rankade dessa rader från texten; ("Your guard is up and I know why, because the last time you saw me is still burned in the back of your mind / You gave me roses and I left them there to die") som nummer två av tio av de bästa kupletterna från Speak Now.

## Mottagande

### Kritiskt mottagande
Låten fick ett positivt mottagande från musikkritiker. Rob Sheffield från Rolling Stone gav sången en positiv recension, med kommentaren, "Swifts röst är opåverkad nog att dölja hur mästerlig hon har blivit som sångerska, hon sänker rösten för payoff linjer i klassiskt läge av en blyg flicka som försöker tala tufft." Jonathan Keefe från Slant Magazine gav Swift komplimanger för hennes förmåga "att skriva en outplånlig melodi" och prisade produktionen av låten, skrivande "sången presenterar Swifts unika talang för att matcha tonen av en melodi för det bredare temat i en sång". Han tillade att "det är inte lätt att göra en melankolisk låt som "Back to December" att låta catchy på samma gång, men det är vad Swift gör, och det är ett imponerande trick." Bobby Peacock från Roughstock gav sången fyra stjärnor av fem och prisade Swift's stämmor, och förklarade "det är hennes bästa stämmor sen "Tim McGraw"". Han drog slutsatsen att "sången känns lite mer fokuserad, lite mer mogen och lite bättre än hennes tidigare material."
Ryan Brockington från New York Post prisade låten, skrivande, "Det är en mycket överraskande, och något lysande, ursäkt i en låt där Taylor sjunger om hur hon vill fixa en relation och önskar att hon inte skulle ha förstört det i första hand." Hans poäng upprepades av Rudy Klapper från Sputnikmusic, som beskrev låten som en "ångerfylld ursäkt". Stephen M. Deusner från The 1953 gav sången tummen upp och prisade Swift som "en uttrycksfull sångerska", och kallade sången "en mörk fantasi om en ursäkt och försoning" vilket är "en riktig hjärtekrossare".

### Kommersiellt mottagande
"Back to December" är en av fjorton sånger på standardutgåvan av Speak Now som har kartlagts som topp 40 på Billboard Hot 100. Sen releasen som en PR-singel så debuterade "Back to December" som #6 på Billboard Hot 100 efter att ha sålt 242 000 digital downloads den 12 oktober 2010. Efter releasen som en officiell singel så kartlades sången på Billboard Hot 100 igen, denna gången som #74 vid veckoslutet den 27 november 2010. Sången har sen dess nått en placering som #26. Den har även toppat som #1 på Hot Digital Songs, #12 på Hot Country Songs, samt som #19 på Billboard Pop Songs.
Internationellt så har "Back to December" har haft en måttlig framgång. I Kanada så kartlades sången på Canadian Hot 100 och toppade som #7 under veckoslutet den 30 oktober 2010. I Australien så hamnade låten på Australiens singellista som #26 under veckoslutet den 31 oktober 2010. Under veckoslutet den 18 oktober 2010, debuterade låten som #24 på Nya Zeelands singellista.

## Musikvideo
Videon till låten spelades in och regisserades av Yoann Lemoine.

## Liveframträdanden
Swift framförde låten live i Bridgestone Arena i Nashville, Tennessee den 10 november 2010 som en del av den 44:de upplagan av CMA Awards. Hennes framträdande av sången under det evenemanget fick betyget "B+" i Los Angeles Times, som kommenterade att hon "höll det simpelt" och "tog tillfället i akt".
Den 21 november vid den 38:de upplagan av American Music Awards så gjorde Swift en mash-up av "Back to December" med One Republic's låt "Apologize". Los Angeles Times gav betyget "B-" för det framträdandet, med förklaringen "att bryta ut mitt i sången med One Republic's låt "Apologize" verkade onödigt".
Swift framförde "Back to December" och andra låtar från Speak Now den 24 november 2010 under Thanksgiving på NBC. Hon framförde senare låten i Ellen DeGeneres Show den 2 december 2010.

## Listplaceringar
| Lista (2010)                    | Högsta placering |
| ------------------------------- | ---------------- |
| Australiska singellistan        | 26               |
| Kanada Hot 100                  | 7                |
| Nyzeeländska singellistan       | 24               |
| USA Billboard Hot 100           | 6                |
| USA Billboard Hot Country Songs | 12               |
| USA Billboard Pop Songs         | 19               |

## Utgivningshistorik
| Land        | Datum            | Format              |
| ----------- | ---------------- | ------------------- |
| Kanada      | 12 oktober 2010  | Digital nedladdning |
| USA         | 12 oktober 2010  | Digital nedladdning |
| Australien  | 13 oktober 2010  | Digital nedladdning |
| Nya Zeeland | 13 oktober 2010  | Digital nedladdning |
| USA         | 15 november 2010 | Country radio       |
| USA         | 30 november 2010 | Mainstream          |